# Расцвет (Хакасия)
Расцвет — посёлок в Усть-Абаканском районе Хакасии.

## География
находится в 10 км от левого берега реки Абакан.
Расстояние до райцентра — пгт Усть-Абакан — 4 км, до аэропорта Абакана — 5 км. Число хозяйств — 491, население — 1358 чел. (01.01.2004), в том числе русские (ок. 87 %), белорусы, украинцы, немцы, хакасы, латыши, чуваши и др.

## История
В 1965 г. Указом Президиума ВС РСФСР село фермы № 2 Усть-Абаканского овощемолочного совхоза переименовано в Расцвет.
Посёлок был построен в 1961 для работников Усть-Абаканской птицефабрики. Крупнейшее предприятие — ОАО «Птицевод» (яйцо, мясо кур). Имеются средняя общеобразовательная школа (380 мест), детский сад, дом культуры, библиотека.

## Население
| 2002 | 2010  |
| ---- | ----- |
| 1381 | ↗1400 |